# Slovaquie au Concours Eurovision de la chanson 2010
 (juin 2025).
 (signalé en mai 2025).
Si vous disposez d'ouvrages ou d'articles de référence ou si vous connaissez des sites web de qualité traitant du thème abordé ici, merci de compléter l'article en donnant les références utiles à sa vérifiabilité et en les liant à la section « Notes et références ».
- Archive Wikiwix
- Bing
- Cairn
- DuckDuckGo
- E. Universalis
- Gallica
- Google
- G. Books
- G. News
- G. Scholar
- Persée
- Qwant
- (zh) Baidu
- (ru) Yandex
- (wd) trouver des œuvres sur Wikidata

La Slovaquie a participé au Concours Eurovision de la chanson 2010.

## Eurosong 2010

### Séries
Six manches ont eu lieu entre le 22 janvier et le 7 février. Des 60 compétiteurs, dix à chaque manche, 24 se sont qualifiés pour les deux demi-finales des 14 et 21 février

#### Série 1
| #  | Artiste              | Chanson                   | Televoting | Place |
| -- | -------------------- | ------------------------- | ---------- | ----- |
| 1  | Tomáš Bezdeda        | "Na strechách domov"      | 16,9 %     | 3     |
| 2  | Dreamtouch           | "Je to OK"                | 3,1 %      | 9     |
| 3  | Horská chata         | "Myslíš, že vieš kto som" | 8,7 %      | 5     |
| 4  | Michaella            | "O nás"                   | 15,9 %     | 4     |
| 5  | Hrdza                | "Taká sa mi páči"         | 19,5 %     | 1     |
| 6  | Six and Kristy       | "Priestor pre dvoch"      | 5,9 %      | 6     |
| 7  | Richard Čanaky & FBI | "Zlomené krídla"          | 18,5 %     | 2     |
| 8  | Margot               | "Tak ma hrej"             | 2,5 %      | 10    |
| 9  | Michal Chrenko       | "Kto vlastne som"         | 3,9 %      | 8     |
| 10 | Lucia Olešová        | "Rok a pol"               | 5,0 %      | 7     |

#### Série 2
| #  | Artiste                             | Chanson               | Televoting | Place |
| -- | ----------------------------------- | --------------------- | ---------- | ----- |
| 1  | Matka Guráž                         | "Listobranie"         | 10,11 %    | 5     |
| 2  | Mirgová Dominika                    | "Cesta snov"          | 4,90 %     | 9     |
| 3  | Get Explode                         | "Blue Sun"            | 12,70 %    | 4     |
| 4  | Mista                               | "Emotions"            | 16,05 %    | 1     |
| 5  | Matej Koreň                         | "Kocka pána Rubika"   | 6,57 %     | 7     |
| 6  | Pavol Remenár, Klára & Liquid Error | "Figaro"              | 15,97 %    | 2     |
| 7  | Peter Bažík                         | "Paradise vs Babylon" | 15,09 %    | 3     |
| 8  | Viki Matušovová                     | "Uhol pohľadu"        | 5,81 %     | 8     |
| 9  | Metalinda                           | "Keď strácam dych"    | 9,85 %     | 6     |
| 10 | Funny Fellows                       | "Obrázok"             | 2,94 %     | 10    |

#### Série 3
| #  | Artiste                             | Chanson                | Televoting | Place |
| -- | ----------------------------------- | ---------------------- | ---------- | ----- |
| 1  | Robo Šimko & MassRiot               | "Podľa vlastnej hlavy" | 8,1 %      | 7     |
| 2  | Renáta Čonková & Martina Polievková | "Dúha"                 | 13,6 %     | 3     |
| 3  | Reverz Park                         | "Po kvapkách"          | 11,9 %     | 6     |
| 4  | Andrea Súlovská                     | "Život"                | 1,2 %      | 10    |
| 5  | Lekra                               | "Dolina, dolina"       | 5,7 %      | 8     |
| 6  | Martin Konrád                       | "Ja viem"              | 13,5 %     | 4     |
| 7  | Free Voices                         | "Z osnov"              | 14,2 %     | 2     |
| 8  | Hudba z Marsu                       | "Final Song"           | 12,0 %     | 5     |
| 9  | Robo Opatovský                      | "Niečo máš"            | 15,9 %     | 1     |
| 10 | Guru Brothers                       | "Príčina"              | 4,0 %      | 9     |

#### Série 4
| #  | Artiste                   | Chanson             | Televoting | Place |
| -- | ------------------------- | ------------------- | ---------- | ----- |
| 1  | Mayo                      | "Tón"               | 12,9 %     | 2     |
| 2  | Stereo                    | "Niekde medzi tým"  | 7,9 %      | 7     |
| 3  | Barbora Šulíková          | "Čelný náraz"       | 9,9 %      | 6     |
| 4  | Alek Malo & Dolly Booster | "Zmysel života"     | 4,6 %      | 9     |
| 5  | Save the Cookie           | "My World"          | 7,0 %      | 8     |
| 6  | Pavol Kusý & No Frost     | "Slzy v daždi"      | 10,2 %     | 5     |
| 7  | Petra Humeňanská          | "Rosa rosí"         | 11,6 %     | 4     |
| 8  | Palo Drapák Band          | "Pocit vášne"       | 3,9 %      | 10    |
| 9  | Alone                     | "Strašne mi chýbaš" | 12,0 %     | 3     |
| 10 | Martina Schindlerová      | "Môžeš ísť"         | 20,0 %     | 1     |

#### Série 5
| #  | Artiste                             | Chanson                  | Televoting | Place |
| -- | ----------------------------------- | ------------------------ | ---------- | ----- |
| 1  | Smola a hrušky                      | "Pridaj si ma"           | 12,1 %     | 2     |
| 2  | Vierka Ayisi                        | "Je čas zabávať sa"      | 2,2 %      | 9     |
| 3  | Bystrík                             | "Slnko nespáli"          | 2,7 %      | 8     |
| 4  | Arzén                               | "Keď som išiel za ránky" | 5,7 %      | 6     |
| 5  | Sunlips                             | "Správy v splne"         | 11,5 %     | 5     |
| 6  | Marcel Berky                        | "Kým sa dá"              | 1,1 %      | 10    |
| 7  | Dáška Kostovčik & Peter Bič Project | "Dážď"                   | 11,6 %     | 4     |
| 8  | Róbert Mikla                        | "Voda a oheň"            | 12,0 %     | 3     |
| 9  | Kristina                            | "Horehronie"             | 36,7 %     | 1     |
| 10 | Exponent                            | "Zveste lásku z kríža"   | 4,5 %      | 7     |

#### Série 6
| #  | Artiste                                            | Chanson                | Televoting | Place |
| -- | -------------------------------------------------- | ---------------------- | ---------- | ----- |
| 1  | Ivana Poláčková                                    | "So mnou všetko smieš" | 3,7 %      | 7     |
| 2  | Marián Bango                                       | "Ty tu ticho spíš"     | 14,8 %     | 4     |
| 3  | Stopa                                              | "Nightsong"            | 8,5 %      | 6     |
| 4  | Družina                                            | "Koniec sveta"         | 14,7 %     | 5     |
| 5  | Soňa                                               | "Skús ma viesť"        | 17,7 %     | 1     |
| 6  | Marcel & Tomáš Palonder feat. Street Dance Academy | "Slová slov"           | 3,4 %      | 8     |
| 7  | Otto Weiter & Makar Čudra                          | "Vrtká"                | 2,3 %      | 10    |
| 8  | Miro Jaroš                                         | "Bez siedmeho neba"    | 16,3 %     | 2     |
| 9  | Happyband                                          | "Mafiánska"            | 2,9 %      | 9     |
| 10 | Aya                                                | "Do neba volám"        | 15,7 %     | 3     |

### Demi-finales

#### Demi-finale 1
| #  | Artiste                             | Chanson             | Televoting  | Jury | Points | Place |
| -- | ----------------------------------- | ------------------- | ----------- | ---- | ------ | ----- |
| 1  | Marián Bango                        | "Ty tu ticho spíš"  | 6,8 % (8)   | 4    | 12     | 6     |
| 2  | Mayo                                | "Tón"               | 4,8 % (5)   | 9    | 14     | 4     |
| 3  | Kristina                            | "Horehronie"        | 31,2 % (12) | 12   | 24     | 1     |
| 4  | Petra Humeňanská                    | "Rosa rosí"         | 1,9 % (1)   | 5    | 6      | 11    |
| 5  | Róbert Mikla                        | "Voda a oheň"       | 11,1 % (10) | 1    | 11     | 9     |
| 6  | Pavol Remenár, Klára & Liquid Error | "Figaro"            | 6,6 % (7)   | 7    | 14     | 3     |
| 7  | Renáta Čonková & Martina Polievková | "Dúha"              | 4,7 % (4)   | 8    | 12     | 8     |
| 8  | Michaella                           | "O nás"             | 3,1 (2)     | 3    | 5      | 12    |
| 9  | Richard Čanaky & FBI                | "Zlomené krídla"    | 7 % (9)     | 2    | 11     | 10    |
| 10 | Robo Opatovský                      | "Niečo máš"         | 4,5 % (3)   | 10   | 13     | 5     |
| 11 | Get Explode                         | "Blue Sun"          | 6,5 % (6)   | 6    | 12     | 7     |
| 12 | Miro Jaroš                          | "Bez siedmeho neba" | 12 % (11)   | 11   | 22     | 2     |

#### Demi-finale 2
| #  | Artiste                             | Chanson                   | Televote    | Jury | Total | Place |
| -- | ----------------------------------- | ------------------------- | ----------- | ---- | ----- | ----- |
| 1  | Soňa                                | "Skús ma viesť"           | 13,0 %(11)  | 5    | 16    | 4     |
| 2  | Horská chata                        | "Myslíš, že vieš kto som" | 3,7 % (1)   | 6    | 7     | 11    |
| 3  | Martin Konrád                       | "Ja viem"                 | 8,5 % (7)   | 2    | 9     | 9     |
| 4  | Dáška Kostovčik & Peter Bič Project | "Dážď"                    | 6,7 % (4)   | 8    | 12    | 7     |
| 5  | Peter Bažík                         | "Paradise vs Babylon"     | 6,9 % (5)   | 4    | 9     | 10    |
| 6  | Alone                               | "Strašne mi chýbaš"       | 5,8 % (3)   | 1    | 4     | 12    |
| 7  | Smola a hrušky                      | "Pridaj si ma"            | 5,6 % (2)   | 9    | 11    | 8     |
| 8  | Martina Schindlerová                | "Môžeš ísť"               | 7,8 % (6)   | 7    | 13    | 5     |
| 9  | Free Voices                         | "Z osnov"                 | 9,1 % (9)   | 3    | 12    | 6     |
| 10 | Tomáš Bezdeda                       | "Na strechách domov"      | 9,7 % (10)  | 10   | 20    | 2     |
| 11 | Aya                                 | "Do neba volám"           | 9,0 % (8)   | 12   | 20    | 3     |
| 12 | Mista                               | "Emotions"                | 14,2 % (12) | 11   | 23    | 1     |

### Finale
| #  | Artiste                             | Chanson              | Lyrics (l) / Musique (m)           | Televote | T. Points | Jury | Total | Place |
| -- | ----------------------------------- | -------------------- | ---------------------------------- | -------- | --------- | ---- | ----- | ----- |
| 1  | Kristina                            | "Horehronie"         | M. Kavulič (m), K. Peteraj (l)     | 37.6%    | 12        | 11   | 23    | 1     |
| 2  | Free Voices                         | "Z osnov"            | R. Bendík (m & l)                  | 2,6 %    | 3         | 1    | 4     | 12    |
| 3  | Robo Opatovský                      | "Niečo máš"          | R. Opatovský (m), P. Konečný (l)   | 2,1 %    | 2         | 5    | 7     | 10    |
| 4  | Martina Schindlerová                | "Môžeš ísť"          | J. Zaujec (m), P. Lehotský (l)     | 3,1 %    | 4         | 4    | 8     | 8     |
| 5  | Aya                                 | "Do neba volám"      | B. Lettrich (m & l)                | 5,3 %    | 8         | 9    | 17    | 4     |
| 6  | Marián Bango                        | "Ty tu ticho spíš"   | T. Jediný (m & l)                  | 4,5 %    | 5         | 2    | 7     | 9     |
| 7  | Tomáš Bezdeda                       | "Na strechách domov" | T. Bezdeda (m), M. Hajšová (l)     | 7,4 %    | 9         | 8    | 17    | 3     |
| 8  | Mista                               | "Emotions"           | Mista (m & l)                      | 16,5 %   | 11        | 12   | 23    | 2     |
| 9  | Miro Jaroš                          | "Bez siedmeho neba"  | M. Jaroš (m & l), V. Gnepa (m)     | 5,0 %    | 6         | 10   | 16    | 5     |
| 10 | Soňa                                | "Skús ma viesť"      | P. Sámel (m & l)                   | 9,8 %    | 10        | 3    | 13    | 7     |
| 11 | Mayo                                | "Tón"                | Mayo (m & l)                       | 0,8 %    | 1         | 6    | 7     | 11    |
| 12 | Pavol Remenár, Klára & Liquid Error | "Figaro"             | P. Jursa (m & l), P. Farnbauer (m) | 5,2 %    | 7         | 7    | 14    | 6     |